# Luperus abeillei
Luperus abeillei is een keversoort uit de familie bladkevers (Chrysomelidae). De wetenschappelijke naam van de soort werd in 1891 gepubliceerd door Francisque Guillebeau.